# Сршень, Томаш
Томаш Сршень (чеш. Tomáš Sršeň; 25 августа 1966, Оломоуц, Чехословакия) — бывший чешский хоккеист, нападающий. 5-кратный чемпион Чехии. Участник Олимпийских игр 1994 года в составе сборной Чехии.

## Биография
Томаш Сршень является воспитанником оломоуцкого хоккея. Дебютировал за «Оломоуц» в чемпионате Чехословакии сезона 1984/85. В 1990 году уехал в Северную Америку, где почти всё время играл в АХЛ до 1992 года. В НХЛ ему пробиться не удалось, Сршень провёл только 2 игры за «Эдмонтон Ойлерз». По возвращении в Европу играл в Швеции. По ходу сезона 1994/95 Сршень вернулся в Чехию, подписав контракт с «Всетином». В этой команде прошли лучшие годы его карьеры: он 5 раз подряд выигрывал чемпионат Экстралиги. После «Всетина» Сршень играл в Германии, Италии, Норвегии, Дании, выступал также за чешские клубы. Свои последние 4 сезона провёл в чешской второй лиге, играя за «Уничов». В 2011 году завершил игровую карьеру.
После окончания игровой карьеры стал тренером. Работал с командами чешской второй лиги, сейчас работает с юниорами в клубе чешской первой лиги «Поруба».

## Достижения

### Командные
Чемпион Чехии 1995, 1996, 1997, 1998, 1999
 Бронзовый призёр чемпионата Чехии 2001

### Личные
- Лучший снайпер чемпионата Швеции 1994 (28 шайб)

- Лучший бомбардир (17 очков), снайпер (7 шайб) и ассистент (10 передач) плей-офф чемпионата Чехии 1997

- Рекордсмен чешской Экстралиги по количеству очков в одной игре плей-офф (5 шайб, 2 передачи в 1997 году)[2]

## Статистика
Чешская экстралига/Чехословацкая лига — 545 игр, 387 очков (169 шайб + 218 передач)
АХЛ — 149 игр, 112 очков (56+56)
Чемпионат Норвегии — 123 игры, 147 очков (54+93)
Чемпионат Швеции — 100 игр, 74 очка (53+21)
Чешская вторая лига — 92 игры, 58 очков (26+32)
Чемпионат Германии — 67 игр, 42 очка (21+21)
Чешская первая лига — 50 игр, 28 очков (15+13)
Чемпионат Дании — 39 игр, 30 очков (8+22)
Немецкая вторая лига — 34 игры, 42 очка (17+25)
Чемпионат Италии — 17 игр, 15 очков (7+8)
Кубок Шпенглера — 4 игры, 4 очка (2+2)
НХЛ — 2 игры
Сборная Чехии — 39 игр, 6 шайб
Сборная Чехословакии — 11 игр, 5 шайб
Всего за карьеру — 1272 игры, 439 шайб

## Семья
Томаш Сршень из хоккейной семьи. Его отец Йозеф Сршень (род. 03.10.1943) — бывший хоккеист и тренер.
Сын Томаш Сршень-младший играет в чешской 3-й лиге за «Уничов».